# 松崎正寿
松崎 正寿（まつざき まさとし、1975年 - ）は、日本の建築家。
神奈川県生まれ。2000年、日本大学大学院理工学研究科建築学専攻博士前期課程修了。同年、大成建設本社設計本部に勤務。

## Atelier A5
2002年に有限会社Atelier A5建築設計事務所を清水貞博、清水裕子と共同設立した。
主な作品にB house、Y.house、かなもりさんの家、KA houseなどがある。
受賞歴は、『 ANOTHER SKY－都市に浮かび上がるもう一つの雲（＝雲のアトリウム）』で、第7回空間デザイン・コンペティション 提案部門佳作。 また1999年第10回空間デザインコンペで佳作。2001年第15回建築環境デザインコンペティション入選。「collaborative cocoon 」で2004年仮設劇場デザインコンペ審査員特別賞、2005年にグッドデザイン賞、旗竿敷地の靄 (もや)で、平成16年度「まちなみ住宅」100選奨励賞受賞など多数。